# Hudud al-'Alam
Hudud al-'Alam eller Hodud al-'Alam är en kortfattad men mycket viktig geografibok på persiska, skriven i slutet av 900-talet av en okänd författare från provinsen Guzgan i vad som nu är norra Afghanistan. Texten påbörjades år 982 eller 983 och förefaller inte bygga på författarens egna resor utan på tidigare källor, som dock inte anges. 
Ungefär två tredjedelar av texten behandlar områdena närmast författarens hem, alltså Transoxanien och nuvarande Afghanistan. I övrigt behandlas främst den islamiska världen, men även områden utanför denna behandlas på ett mer ingående sätt än i tidigare arabiska geografiböcker. Författaren ger information om naturformationer, levnadssätt, produktion och politiska förhållanden för sammanlagt 51 länder uppdelade på världsdelarna Asien, Europa och Afrika, här kallat Libyen. Boken anses särskilt värdefull för den information som ges om turkiska stammar i Centralasien, Tibet och Kina. Den är också ett värdefullt lingvistiskt dokument.